# Лопушненская сельская община
Лопушненская сельская община (укр. Лопушненська сільська громада) — территориальная община в Кременецком районе Тернопольской области Украины.
Административный центр — село Лопушное.
Население составляет 5376 человек. Площадь — 143,1 км².
В соответствии с распоряжением Кабинета Министров Украины от 12 июня 2020 года, в состав общины вошла территория Башуковского, Великогорянского, Лопушненского, Ростокского и Староалексинецкого сельских советов Кременецкого района.

## Населённые пункты
В состав общины входит 11 сёл:
- Лопушное
  - Великая Горянка
  - Волица
  - Иванья
  - Крутнев
  - Малая Горянка
  - Раславка
  - Старый Алексинец
- Башуковский старостинский округ:
  - Башуки
  - Новый Алексинец
- Ростокский старостинский округ:
  - Ростоки